# Free beer

Logo de FREE BEER 3.2.

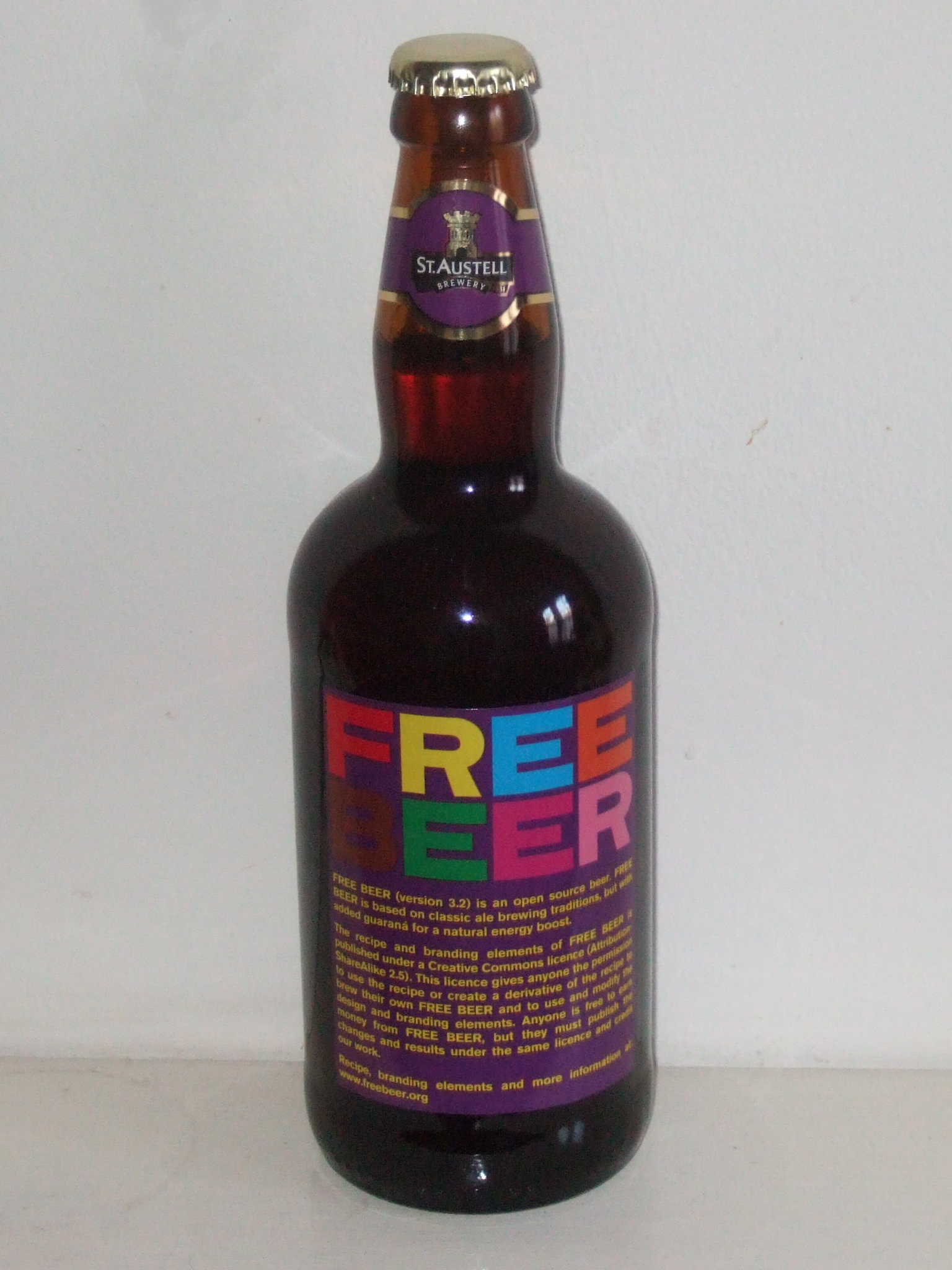
Une bouteille de FREE BEER 3.2.

 (octobre 2012).
FREE BEER est une bière « libre » basée sur la Vores Øl version 1.0. Le projet lancé par des étudiants de l'université informatique de Copenhague fut d'appliquer le principe utilisé par les logiciels libres (free software en anglais, d'où le terme free) à un produit quotidien.

## Historique des bières
- Version 1.0 - Nom de code : Vores Øl
- Version 1.5 - Nom de code : Samvirke
- Version 2.0 - Nom de code : Apollo
- Version 3.0 - Nom de code : Skands
- Version 3.2 - Nom de code : St Austell
- Version 3.3 - Nom de code : Linghzi
- Version 3.4 - Nom de code : Germania
- Version 4.0 - Nom de code : Skands
- Version 6.0 - Nom de code : Atlantic Brew

## Bière «libre»
Unique en son genre, la première version de la FREE BEER, la Vores Øl, a été conçue par des étudiants de Copenhague, dans le but de transférer le concept des logiciels libres sur un produit concret du quotidien. Les créateurs de la bière disent avoir voulu en créer une car « Pourquoi pas ? On aime tous ça ! »[réf. souhaitée]. Le principe, comme pour les logiciels, est d'offrir à chacun la recette que chacun peut utiliser à sa guise, y compris en la modifiant ou en commercialisant le produit fini, à condition de respecter certaines conditions.
Ces conditions sont définies par la licence Creative Commons qui stipule plusieurs règles à respecter :
- Le principe de paternité : tout utilisateur se doit de citer le nom de l'auteur original.
- Le partage des conditions initiales à l'identique : si quelqu'un modifie, transforme ou adapte cette création, il n'a le droit de distribuer la création qui en résulte que sous un contrat identique à celui de l'original.

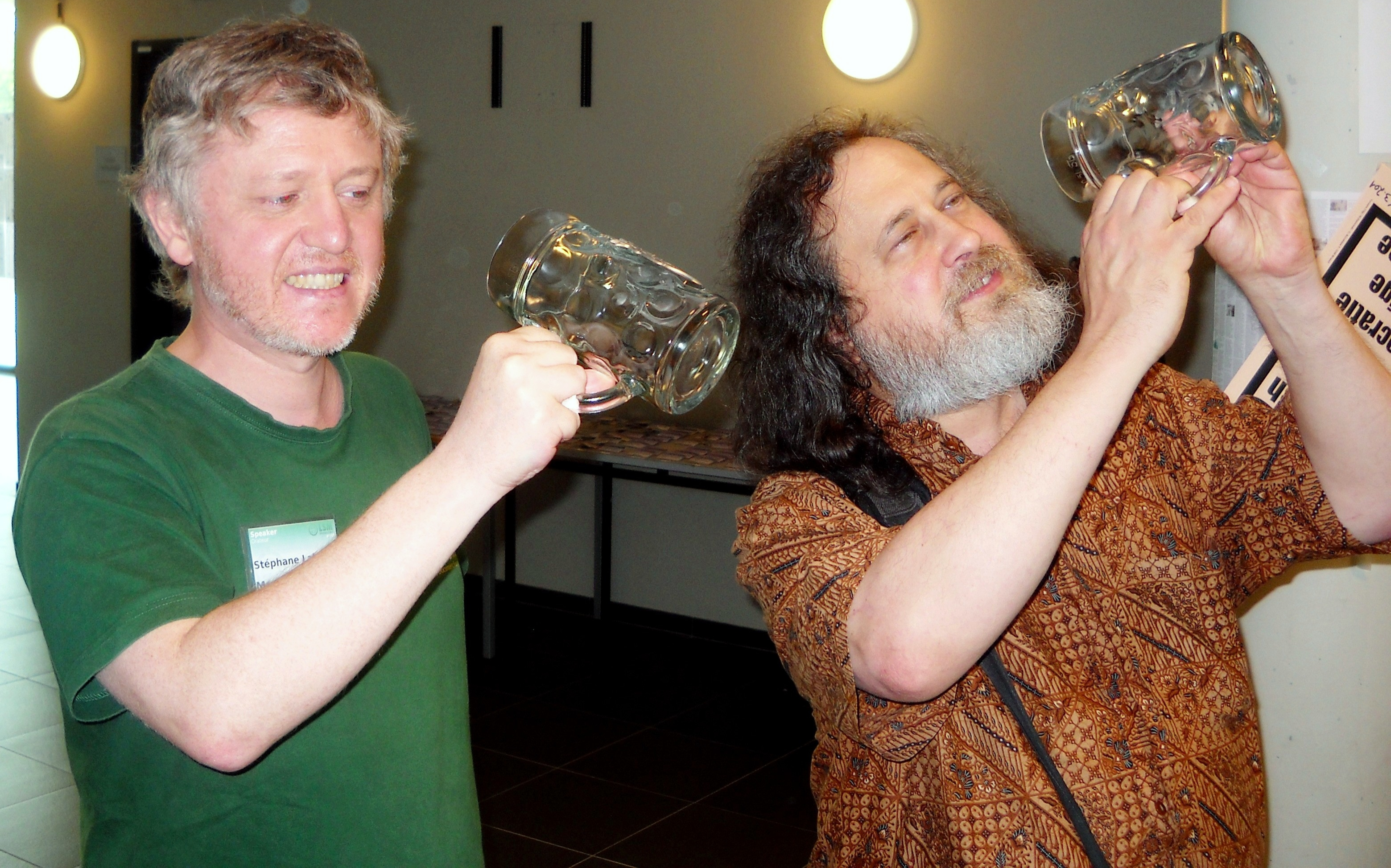
Richard Stallman est un libriste : « free as in free speech, not as in free beer. »

Une sorte de légende urbaine raconte également que cette bière a été conçue en réponse au fameux leitmotiv de Richard Stallman « Free as in free speech, not as in free beer »,  (free signifiant libre ou gratuit en anglais), transformant ainsi l'idée que si la bière est gratuite, la recette en est gardée jalousement, en une idée correspondant bien plus au mouvement du logiciel libre, telle que la bière soit également considérée comme libre, en plus d'être (parfois) gratuite.

## Bières dérivées

Le Baiser de la Princesse (2008).

De par sa licence, cette bière incite quiconque à améliorer la recette et à la redistribuer. Ainsi, il est donc dans la continuité de la réussite du projet de voir des brasseurs, professionnels ou non, proposer de nouvelles bières open source basées sur les recettes des différentes versions de la FREE BEER. 
- Suisse : Le Baiser de la Princesse est proposée à la vente. Sur le site officiel se trouve la recette détaillée, agrémentée de photos explicites permettant à tout un chacun de la recréer[4],[5].
- France : Affichage Libre, bière sous licence CC By-SA, brassée spécialement pour l'édition 2011 des Rencontres mondiales du logiciel libre[6].